# Milionia mediofasciata
Milionia mediofasciata là một loài bướm đêm trong họ Geometridae.